# 표준 독일어
표준 독일어(標準獨逸語, 독일어: Standarddeutsch, Hochdeutsch, 영어: standard German, high German) 또는 표준 고지 독일어는 독일어의 표준어로서 튀링겐 지방에서 말해지고 있는 고지 독일어 중 중부 독일어의 동부 방언을 기초로 한 것이다.

## 철자법
고지 독일어를 표준화한 철자법은 1534년의 루터 성서에서 기초가 다져지기 시작했지만 명문화된 것은 아니었다.
1876년 프로이센에 의해 1차 철자법 공회의(I. Orthographische Konferenz)가 열렸으며 이는 제국에 의해 영향력을 끼치기 시작했다.
오늘날 쓰이는 철자법은 1996년에 개정된 것을 바탕으로 하고 있다.

## 같이 보기
- 고지 독일어 (High German, Hochdeutsch)
- 저지 독일어 (저지 작센어, Low German, Niederdeutsch, Plattdeutsch)
- 고대 고지 독일어 (Old High German, Althochdeutsch)
- 고대 색슨어 (고대 작센어, 고대 저지 독일어, Old Saxon, Old Low German, altsächsische Sprache, altniederdeutsche Sprache)
- 중세 고지 독일어 (Middle High German, Mittelhochdeutsch)
- 중세 저지 독일어 (Middle Low German, Mittelniederdeutsch)